# Gyenesdiás

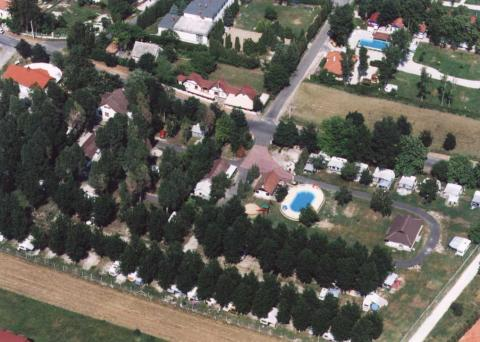
Luftaufnahme von Gyenesdiás

Gyenesdiás [ˈɟɛnɛʃdiaːʃ] ist eine Gemeinde am westlichen Nordufer des Plattensee in Ungarn. Sie ist der unmittelbar östliche Nachbarort von Keszthely. Der Ortsname entstand im Jahr 1840 durch die Zusammenlegung der Orte Gyenes (im Westen) und Diás (im Osten).

## Lage
Nördlich wird der Ort von den Hügeln des Keszthelyer Gebirges begrenzt. Es gibt viele Wanderwege. Nach Westen und Osten führen Radwege zu verschiedenen Zielen: rund um den Plattensee, zum Naturschutzgebiet Kis-Balaton oder nach Bad Hévíz.

## Tourismus
Der Ort hat sich zunehmend zu einem Ferienort am Plattensee entwickelt und ist aufgrund seiner Nähe zu Keszthely, Zalakaros und der Heilbadstadt Bad Hévíz auch für Dauer- und Kurgäste interessant. Er lebt somit zum großen Teil vom Fremdenverkehr.
Zwei Strände werden betrieben, wovon der größere (in Diás, Ostseite) viele Sport- und Unterhaltungsmöglichkeiten (Animation, Strandradio, Gesellschaftsspiele in Gartengrösse) bietet. Der kleinere Lidostrand in Gyenes ist ruhiger und eher für Familien geeignet. Er ist auch das Tor für den Klettergarten im Wald (direkt am Ufer). Außerdem gibt es in Diás einen Segelhafen (Yachtverein) und zwei Anglerclubs.

## Partnergemeinden
Die Partnergemeinden von Gyenesdiás sind seit einigen Jahren die steirische Gemeinde Gaal und Csíkszenttamás Siebenbürgen/Rumänien.